# Ameisensäurepropylester
Ameisensäurepropylester (IUPAC-Nomenklatur: Propylmethanoat, auch Propylformiat) ist der Ester aus 1-Propanol und Ameisensäure.

## Darstellung
Ameisensäurepropylester kann aus Ameisensäure und 1-Propanol durch Veresterung dargestellt werden.

## Eigenschaften
Propylformiat kann durch Reaktion mit Wasser in Umkehrung der Bildungsreaktion verseift, d. h. gespalten werden. Die Hydrolyse kann sowohl durch Säuren als auch durch Basen katalysiert werden. Die thermische Zersetzung von Propylformiat bei 360–400 °C liefert zunächst Propen und Ameisensäure, die dann weitere Zersetzungsprodukte bildet.

## Sicherheitshinweise
Ameisensäurepropylester bildet mit Luft im Konzentrationsbereich von 2,1 bis 7,8 % explosive Gemische. Sein Flammpunkt liegt bei −3 °C, die Selbstentzündungstemperatur bei 360 °C.